# I Had the Blues But I Shook Them Loose
I Had the Blues But I Shook Them Loose – debiutancki album alternatywnej grupy Bombay Bicycle Club. Nazwa ogłoszona została na MySpace i oficjalnej stronie zespołu 31 marca 2009 r. Płyta została nagrana w październiku-listopadzie 2008 r., a jej producentem został Jim Abbiss. 

Nazwa albumu pochodzi z piosenki zespołu A Tribe Called Quest - "After Hours" (People's Instinctive Travels and the Paths of Rhythm, 1990r.)

## Lista utworów
| 1.  | Emergency Contraception Blues | 1:27  |
|     |                               |       |
| 2.  | Lamplight                     | 3:45  |
|     |                               |       |
| 3.  | Evening/Morning               | 2:55  |
|     |                               |       |
| 4.  | Dust on the Ground            | 4:24  |
|     |                               |       |
| 5.  | Ghost                         | 3:57  |
|     |                               |       |
| 6.  | Always Like This              | 4:06  |
|     |                               |       |
| 7.  | Magnet                        | 4:51  |
|     |                               |       |
| 8.  | Cancel on Me                  | 5:29  |
|     |                               |       |
| 9.  | Autumn                        | 3:35  |
|     |                               |       |
| 10. | The Hill                      | 3:57  |
|     |                               |       |
| 11. | What If                       | 4:10  |
|     |                               |       |
| 12. | The Giantess                  | 5:17  |
|     |                               |       |
|     |                               | 47:53 |
|     |                               |       |